# ファミコン・ミュージック
『ファミコン・ミュージック』（FAMICOM MUSIC）はファミリーコンピュータ用ゲームのサウンドトラック。任天堂発売タイトルの曲を収録している。
G.M.O.レコード第一弾として1986年に発売され、サイトロンディスクより2002年に復刻された。
音楽と同時に効果音が収録され、一部の曲はアレンジバージョンである。

## 収録曲

### SIDE A
1. スーパーマリオブラザーズ（作曲：近藤浩治）
2. バルーンファイト（作曲：田中宏和）
3. バルーントリップ （アレンジ・バージョン）（作曲：田中宏和）
  - 国本佳宏によるリミックス。
4. ドンキーコング（作曲：兼岡行男）
5. ベースボール〜サッカー〜ゴルフ〜テニス（作曲：近藤浩治）
6. レッキングクルー（作曲：田中宏和）

### SIDE B
1. スーパーマリオブラザーズ （アレンジ・バージョン）（作曲：近藤浩治）
  - 国本佳宏によるリミックス。
2. ドンキーコングジュニア（作曲：兼岡行男）
3. エキサイトバイク（作曲：中塚章人）
4. マリオブラザーズ（作曲：兼岡行男）
5. ゼルダの伝説（作曲：近藤浩治）